# Pachydactylus fasciatus
Pachydactylus fasciatus este o specie de șopârle din genul Pachydactylus, familia Gekkonidae, descrisă de Boulenger 1888. A fost clasificată de IUCN ca specie cu risc scăzut. Conform Catalogue of Life specia Pachydactylus fasciatus nu are subspecii cunoscute.